# Пространство Соболева
Пространство Соболева — функциональное пространство, состоящее из функций из пространства Лебега {\displaystyle L^{p}(Q)}, имеющих обобщённые производные заданного порядка {\displaystyle k} оттуда же.
При {\displaystyle 1\leqslant p\leqslant \infty } пространства Соболева {\displaystyle W_{p}^{k}(Q)} являются банаховыми пространствами, а при {\displaystyle p=2} — гильбертовыми пространствами. 
Для гильбертовых пространств Соболева также принято обозначение {\displaystyle H^{k}(Q)=W_{2}^{k}(Q)}.
Пространства Соболева были введены советским математиком Сергеем Львовичем Соболевым и впоследствии названы его именем.

## Определение
Для области {\displaystyle Q\subset R^{n}} норма в соболевском пространстве {\displaystyle W_{p}^{k}(Q)} порядка {\displaystyle k\geqslant 1} и суммируемых со степенью {\displaystyle 1\leqslant p<\infty } вводится по следующей формуле:
{\displaystyle \|u\|_{W_{p}^{k}(Q)}=\left(\sum \limits _{|\alpha |\leqslant k}\int \limits _{Q}|D^{\alpha }u|^{p}dx\right)^{1/p},}
а при {\displaystyle p=\infty } норма выглядит следующим образом:
{\displaystyle \|u\|_{W_{\infty }^{k}(Q)}=\sum \limits _{|\alpha |\leqslant k}\mathrm {ess} \sup |D^{\alpha }u|,}
где {\displaystyle \alpha } — это мультииндекс, а операция {\displaystyle D^{\alpha }} есть обобщённая производная по мультииндексу.
Пространство Соболева {\displaystyle W_{p}^{k}(Q)} определяется как пополнение гладких функций в {\displaystyle W_{p}^{k}(Q)}-норме.

## Примеры
Пространства Соболева имеют существенные отличия от пространств непрерывно дифференцируемых функций.

### Пример разрывной функции
Пусть {\displaystyle Q=\{x\in R^{2}:|x|<1/2\}} — круг на плоскости. Функция {\displaystyle u(x)=\ln |\ln |x||} принадлежит пространству {\displaystyle H^{1}(Q)}, но имеет разрыв второго рода в точке {\displaystyle x=0}.

### Пространства Соболева в одномерном случае
Функции из пространства {\displaystyle H^{1}(a,b)} являются непрерывными. Для любых двух функций из пространства {\displaystyle H^{1}(a,b)} произведение этих функций также принадлежит {\displaystyle H^{1}(a,b)}. Поэтому соболевское пространство первого порядка на отрезке является банаховой алгеброй.

## Свойства
- Для любой области {\displaystyle Q'\subset Q} из {\displaystyle f\in W_{p}^{k}(Q)} следует, что {\displaystyle f\in W_{p}^{k}(Q')}.
- Если {\displaystyle f\in W_{p}^{k}(Q)} и {\displaystyle a\in C^{k}({\overline {Q}})}, то {\displaystyle af\in W_{p}^{k}(Q)}.
- Если {\displaystyle f\in W_{p}^{k}(Q)} финитная в {\displaystyle Q}, то продолжение этой функции нулем принадлежит {\displaystyle W_{p}^{k}(Q')} для любой {\displaystyle Q\subset Q'}.
- Пусть {\displaystyle y=y(x)} есть гладкое и взаимно однозначное отображение области {\displaystyle Q} на область {\displaystyle \Omega } и {\displaystyle F\in W_{p}^{k}(\Omega )}, тогда функция {\displaystyle f(x)=F(y(x))} принадлежит пространству {\displaystyle W_{p}^{k}(Q)}.
- Пространства Соболева {\displaystyle W_{p}^{k}(Q)} являются сепарабельными пространствами.
- Если граница области {\displaystyle Q} удовлетворяет условию Липшица, то множество {\displaystyle C^{\infty }({\overline {Q}})} плотно в {\displaystyle W_{p}^{k}(Q)}.
- Пусть {\displaystyle u,v\in W_{p}^{k}(Q)}, где {\displaystyle Q} — ограниченная область в {\displaystyle R^{n}}, звездная относительно некоторого шара. Если {\displaystyle kp>n}, то их поточечное произведение {\displaystyle uv}, определенное почти всюду в {\displaystyle Q}, принадлежит пространству {\displaystyle W_{p}^{k}(Q)}, более того, существует положительная константа {\displaystyle C}, зависящая только от {\displaystyle k,n,p} такая, что

{\displaystyle \|uv\|_{W_{p}^{k}}\leq C\|u\|_{W_{p}^{k}}\|v\|_{W_{p}^{k}}}, иными словами, {\displaystyle W^{k,p}(Q)} является коммутативной банаховой алгеброй, умножение в которой согласовано с нормой {\displaystyle \|u\|_{W_{p}^{k}(Q)^{*}}=C\|u\|_{W_{p}^{k}(Q)}}.
- Пространства {\displaystyle W_{p}^{k}(Q)} при {\displaystyle 1<p<\infty } являются рефлексивными пространствами.
- Пространства {\displaystyle W_{2}^{k}(Q)=H^{k}(Q)} являются гильбертовыми пространствами.

### Теоремы вложения
Предполагая, что граница области {\displaystyle Q\subset R^{n}} удовлетворяет достаточным условиям гладкости, имеют место следующие теоремы вложения.

#### Теорема вложения Соболева
Если {\displaystyle k+n/p<s}, то имеет место непрерывное вложение
{\displaystyle W_{p}^{s}(Q)\subset C^{k}({\overline {Q}})}.
Здесь {\displaystyle k} предполагается целым и неотрицательным, а {\displaystyle s} может быть и дробным (пространства Соболева дробного порядка). Эта теорема играет важнейшую роль в теории функциональных пространств и дифференциальных уравнений в частных производных.

#### Теорема Реллиха — Кондрашова
Пусть область {\displaystyle Q} ограничена, {\displaystyle s_{1}>s_{2}}, {\displaystyle 1<p_{1},p_{2}<\infty } и {\displaystyle n(1/p_{1}-1/p_{2})<s_{1}-s_{2}}, тогда: вложение {\displaystyle W_{p_{1}}^{s_{1}}(Q)\subset W_{p_{2}}^{s_{2}}} вполне непрерывно.
С помощью теорем о компактности вложения пространств Соболева доказываются многие теоремы существования для дифференциальных уравнений в частных производных.

## История
Идея об обобщении решений дифференциальных уравнений в частных производных начинает проникать в математическую физику в 20-х годах XX века. С одной стороны, необходимость в расширении классов функций возникает в многомерных вариационных задачах, а с другой, — при исследовании волнового уравнения и уравнений гидродинамики. В этих задачах классы непрерывных функций оказались недостаточными.
В работе Фридрихса 1934 года при исследовании минимума квадратичного функционала были введены классы функций, которые совпадают с пространствами Соболева {\displaystyle H_{0}^{1}(Q)} — пространствами Соболева первого порядка, имеющими нулевой след на границе области. Однако в этих работах (так называемых прямых вариационных задачах) ещё не было понимания того, что соболевские пространства второго порядка являются классом корректности для эллиптических краевых задач, соответствующих вариационным задачам. В 1936 году в основополагающей работе Соболева вводятся обобщённые решения основных видов линейных уравнений в частных производных второго порядка (волновое уравнение, уравнение Лапласа и уравнение теплопроводности) из классов функций, которые впоследствии были названы пространствами Соболева. В этих работах обобщённые решения понимаются как пределы классических решений, причем пределы рассматриваются в классах интегрируемых функций. Такое расширение понятий решений позволяет исследовать задачи с весьма общими правыми частями и коэффициентами уравнений.
В 1930-х годах начинается всестороннее исследование пространств Соболева. Наиболее важными были работы Реллиха о компактности вложения (теорема Реллиха — Гординга) и теоремы о вложении (теоремы Соболева и Соболева — Кондрашова). Эти теоремы позволили строить обобщённые решения для многих задач математической физики, а также установить связь с классами непрерывных функций.
В 1940-х годах Ладыженской было предложено определять обобщённые решения с помощью интегральных тождеств для функций из пространств Соболева. Использование интегральных тождеств оказалось крайне удобным подходом для исследования разрешимости и гладкости решений уравнений в частных производных. В настоящее время определение обобщённых решений через интегральные тождества является стандартным методом постановки задач.
Пространства Соболева имеют принципиальное значение не только в теории дифференциальных уравнений с частными производными, но и в вариационных задачах, теории функций, теории приближений, численных методах, теории управления и многих других разделах анализа и его приложений.

## Вариации и обобщения

### Пространства СоболеваH0k(Q){\displaystyle H_{0}^{k}(Q)}
В краевых задачах для дифференциальных уравнений в частных производных важную роль играют пространства функций из пространства Соболева, имеющих нулевые граничные условия. Эти пространства обозначаются через {\displaystyle H_{0}^{k}(Q)} и вводятся как замыкания множества {\displaystyle C_{0}^{\infty }(Q)} по норме пространства {\displaystyle H^{k}(Q)}, где {\displaystyle C_{0}^{\infty }(Q)} есть множество финитных в {\displaystyle Q} бесконечно дифференцируемых функций.
Пространства {\displaystyle H_{0}^{k}(Q)} являются замкнутыми подпространствами в {\displaystyle H^{k}(Q)}. При наличии определенной гладкости границы области {\displaystyle Q} это пространство совпадает с множеством функций из {\displaystyle H^{k}(Q)}, имеющих нулевой след на границе области {\displaystyle Q} и нулевой след всех обобщённых производных вплоть до {\displaystyle k-1}-го порядка.

### Пространства Соболева во всем пространстве
Пространства Соболева {\displaystyle H^{s}(R^{n})} можно определить с помощью преобразования Фурье. Для любой функции {\displaystyle f(x)\in L^{2}(R^{n})} определено преобразование Фурье {\displaystyle {\hat {f}}(\omega )={\frac {1}{(2\pi )^{n/2}}}\int \limits _{\mathbb {R} ^{n}}f(x)e^{-ix\cdot \omega }\,dx}, причем, {\displaystyle {\hat {f}}(\omega )\in L^{2}(R^{n})}.
Пространство Соболева {\displaystyle H^{s}(R^{n})} определяется следующим образом:
{\displaystyle H^{s}(R^{n})=\{f\in L^{2}(R^{n}):(1+|\omega |^{2})^{s/2}{\hat {f}}(\omega )\in L^{2}(R^{n})\}}.

### Пространства Соболева на торе
Пусть {\displaystyle T^{n}} — {\displaystyle n}-мерный тор. Пространство Соболева на торе {\displaystyle T^{n}}, то есть {\displaystyle 2\pi }-периодических по всем переменным функций, можно определить с помощью многомерных рядов Фурье:
{\displaystyle H^{k}(T^{n})=\{f\in L^{2}(T^{n}):\sum \limits _{m_{1},\dots ,m_{n}=-\infty }^{\infty }(1+m_{1}^{2k}+m_{2}^{2k}+\dots +m_{n}^{2k})|f_{m_{1}m_{2}\dots m_{n}}|^{2}<\infty \}}.

### Пространства Соболева дробного порядка
Чтобы избежать путаницы, нецелочисленное k будем обычно обозначать как s, то есть {\displaystyle W_{p}^{s}} или {\displaystyle H^{s}}.
В случае 0<s<1 пространство {\displaystyle W_{p}^{s}} состоит из функций {\displaystyle f\in L^{p}(Q)}, {\displaystyle Q\subset R^{n}} таких, что
{\displaystyle \|f\|_{W_{p}^{s}}=\left(\|f\|_{L^{p}(Q)}^{p}+\int _{Q}{\frac {|f(x)-f(y)|^{p}}{|x-y|^{n+ps}}}dxdy\right)^{1/p}.}
Для нецелого s>1 положим {\displaystyle s=[s]+\sigma }, где {\displaystyle [s]} — целая часть s. Тогда {\displaystyle W_{p}^{s}(Q)} состоит из элементов {\displaystyle W_{p}^{[s]}(Q)} таких, что {\displaystyle D^{\alpha }f\in W_{p}^{\sigma }(Q)} для {\displaystyle |\alpha |=[s]} с нормой
{\displaystyle \|f\|_{W_{p}^{s}}=\left(\|f\|_{W_{p}^{[s]}(Q)}^{p}+\sum \limits _{|\alpha |=[s]}\|D^{\alpha }f\|_{W_{p}^{\sigma }(Q)}^{p}\right)^{1/p}.}

### Пространства Соболева отрицательного порядка
При рассмотрении обобщённых решений дифференциальных уравнений в частных производных естественным образом возникают пространства Соболева отрицательного порядка. Пространство {\displaystyle H^{-k}(Q)} определяется по формуле:
{\displaystyle H^{-k}(Q)=\left(H_{0}^{k}(Q)\right)'}
где штрих означает сопряженное пространство.
При этом мы получаем, что пространства Соболева отрицательного порядка представляют собой пространство обобщённых функций. Так, например, пространство {\displaystyle H^{-1}(-1,1)} содержит {\displaystyle \delta }-функцию Дирака.